# Soundies
Los soundies fueron películas musicales de 3 minutos filmadas en 16 mm, producidas en Nueva York, Chicago, y Hollywood, entre 1940 y 1946, conteniendo cada una números de música y/o baile. Los soundies completados estaban generalmente disponibles para su alquiler dentro de un pocas semanas después de su rodaje, en "colecciones" de ocho títulos en un rollo, principalmente por la empresa Soundies Distributing Corporation of America, de la cual el nombre de "Soundies" se generalizó incluso en referencia a las piezas musicales posteriormente hechas para televisión. Los últimos Soundies fueron distribuidos en marzo de 1947. Las películas se exhibían en el Panoram, una especie de sinfonola con proyector, presente en numerosos clubes nocturnos, bares, restaurantes, fábricas y centros de diversión,
Varias empresas produjeron estos cortos: Globe Productions (1940-41), Cinemasters (1940-41), Minoco Productions (1941-43), RCM Productions (1941-46), LOL Productions (1943), Glamourettes (1943), Filmcraft Productions (1943-46), y Alexander Productions (1946).

## Géneros musicales
Los Soundies cubirieron todos los géneros de la música hasta entonces, desde clásica hasta swing, y desde canciones campiranas a tonadas patrióticas. Jimmy Dorsey, Ignacy Jan Paderewski, Louis Jordan, Spike Jones, Liberace, Stan Kenton, Gale Storm, Kay Starr, Cyd Charisse, Les Brown, Doris Day, Los Hoosier Hot Shots, Martha Tilton, Mel Torme, Harry "The Hipster" Gibson, Sally Rand, Alan Ladd, Peggy Lee, Nick Lucas, Gene Krupa, The Duncan Sisters, Anita O'Day, Jimmie Dodd, Ricardo Montalbán, Yvonne De Carlo, Merle Travis, Gwen Verdon y Lawrence Welk , fueron algunos que figuraron en los Soundies.
Muchos artistas de grabación y de clubes nocturnos también hicieron Soundies, incluidos Gloria Parker, Hildegarde, Charles Magnante, Milton DeLugg, y Gus Van. Más de 1800 mini-musicales fueron realizados, muchos de los cuales están disponibles en vídeo.

## Películas de comedia
A partir de 1941, los Soundies intentaron expandir su formato con comedias en las que aparecieron Carl "Alfalfa" Switzer (de La Pandilla), el cómico teatral Willie Howard, los comediantes de dialecto Smith y Dale, y los cómicos del cine mudo Keystone Kops.
La mayoría de estas películas no fueron tan bien recibidas como los Soundies musicales, por lo que se abandonó la idea, pero se continuaron filmando versiones de canciones humorísticas. Con frecuencia eran descritas y reseñadas en las publicaciones del mundo del entretenimiento y de la música, tales como Billboard.

## Legado
Hoyen día, los Soundies son quizás mejor conocidos por la preservación de raras actuaciones de artistas afroamericanos que tuvieron menos oportunidades para aparecer en películas. Artistas tales como los Ink Spots, Fats Waller, Duke Ellington, Louis Jordan, Dorothy Dandridge, Big Joe Turner, Billy Eckstine, Count Basie, Los Mills Brothers, Sarah Vaughan, Herb Jeffries, Cab Calloway, Meade Lux Lewis, Lena Horne, Louis Armstrong, Nina Mae McKinney, Nat King Cole, Moms Mabley, Mantan Moreland y Stepin Fetchit filmaron Soundies.

## Scopitones
En 1958, el concepto tras los Soundies llevó al desarrollo del Scopitone que contaba con películas en color y una banda sonora magnética. Este fue creado por la compañía francesa Cameca. Similares a los Soundies, los Scopitones eran cortometrajes exhibidos en sinfonolas especiales.
A mediados de la década de 1960, las máquinas Scopitone se habían extendido a través de Inglaterra y los Estados Unidos. Muchos conocidos números de música pop de la época aparecieron en Scopitones como The Exciters, Debbie Reynolds, Vic Damone, Dalida, Herb Alpert & the Tijuana Brass, Procol Harum, Neil Sedaka, Johnny Hallyday, Sylvie Vartan, Brook Benton, Ray Anthony, Gale Garnett, Buddy Greco, Tommy James & the Shondells, Della Reese, Bobby Rydell, Petula Clark, Bobby Vee, Lou Christie, Los Shadows, Jody Miller, Kay Starr, Dionne Warwick, Jane Morgan, Nancy Sinatra, Françoise Hardy, y Julie London. Se realizaron Scopitones hasta el final de la década.

## Leer más
- The Soundies Book: A Revised and Expanded Guide (2007) por Scott MacGillivray y Ted Okuda.
- Revista Billboard